# Bom Sucesso do Sul
Bom Sucesso do Sul là một đô thị thuộc bang Paraná, Brasil. Đô thị này có diện tích 195,867 km², dân số năm 2007 là 3107 người, mật độ 15,7 người/km².